# Südende-Apparat
Der Südende-Apparat aus dem Jahre 1892, von Otto Lilienthal als Über Lehrgerüst gebauter Segelapparat oder auch als sein zweiter manntragender Gleiter bezeichnet, war ein deutsches Gleitflugzeug. Dieses wurde von ihm zu Experimentalzwecken eingesetzt und erlaubte aus einer Absprunghöhe von 10 Metern eine Flugweite von bis zu 80 Metern.

## Der Name

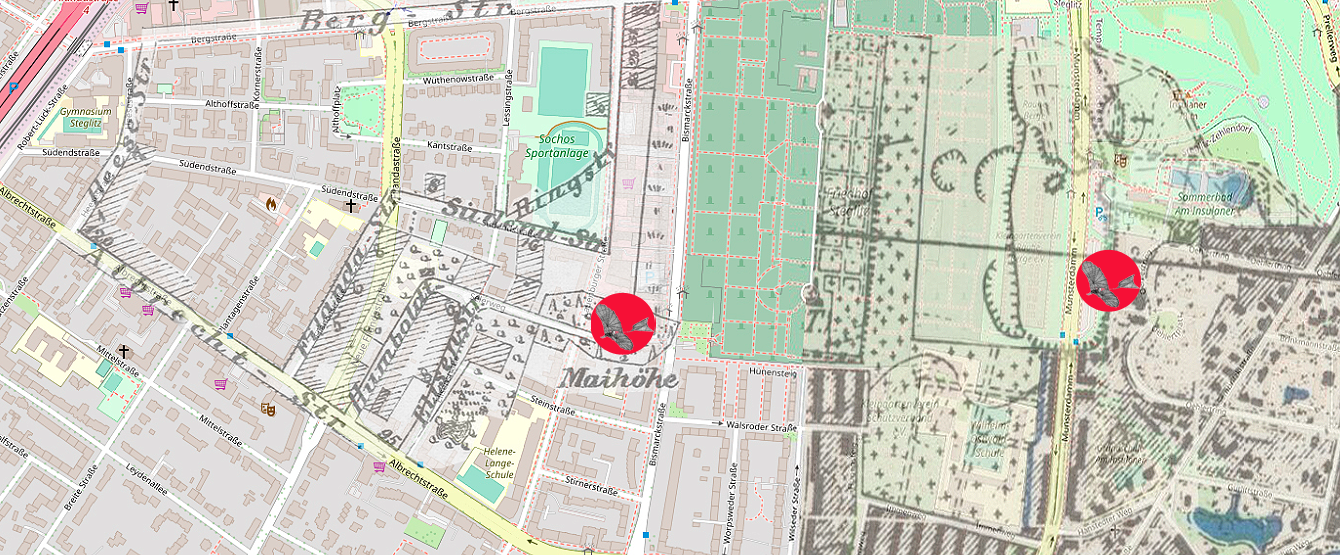
Testfluggelände Otto Lilienthals, ehemalige Sandgrube Südende (rechts) und die Maihöhe (links)

Der Apparat trägt den Namen von Südende in Berlin-Steglitz, wo damals eine Sandgrube existierte, die heute überbaut ist. Die Grube lag zwischen Munsterdamm und der damaligen Ringstraße (vor 1884–1901), heute Oehlertring (Lage). Circa 500 Meter westlich liegt die Maihöhe (Lage), von der Lilienthal im Jahre 1893 seinen Maihöhe-Rhinow-Apparat testete.

## Aufbau und technische Daten
Die Rippen und Holme bestanden aus leicht bearbeitbarem Weidenholz. Die Flügel bespannte Lilienthal mit Baumwollstoff, den er mit in Alkohol gelöstem Lack imprägnierte. Die Unterseite der Tragflächen waren bis zu zwei Dritteln in die Bespannung mit einbezogen, um bei diesem Modell den Luftwiderstand zu minimieren.
- Flügelspannweite 9,5 m
- Flügelfläche: 14,7 m²
- Flügelstreckung: 6,1
- Flügeltiefe: 2,5 m
- Länge: 5,6 m
- Masse: 24 kg[1]